# Amfreville-la-Mi-Voie

Amfreville-la-Mi-Voie este o comună în departamentul Seine-Maritime, Franța. În 1 ianuarie 2022 avea o populație de 3.280 de locuitori.